# Bay View (Kent)
Bay View es una localidad situada en el condado de Kent, en Inglaterra (Reino Unido), con una población estimada a mediados de 2020 de 699 habitantes.
Se encuentra ubicada al sureste de la región Sudeste de Inglaterra, cerca de las ciudades de Dover y Maidstone —la capital del condado—, de la costa del canal de la Mancha y al sureste de Londres.